# Koleolepas tinkeri
Koleolepas tinkeri är en kräftdjursart som beskrevs av John R. Edmondson 1951. Koleolepas tinkeri ingår i släktet Koleolepas och familjen Koleolepadidae. Inga underarter finns listade i Catalogue of Life.